# Tri kopy
Die Tri kopy (deutsch vereinzelt Drei Kuppen) ist eine Berggruppe am Hauptkamm der Westtatra sowie deren geomorphologischen Teils Roháče. Sie erhebt sich zwischen dem östlich gelegenen Sattel Smutné sedlo und westlich liegenden Bergen Hrubá kopa und Baníkov. Vom Sattel Smutné sedlo gesehen heißen die einzelnen Gipfel Prvá kopa (= erste Kuppe, auch Veľká kopa), Druhá kopa (= zweite Kuppe, auch Malá kopa) und Tretia kopa (= dritte Kuppe, auch Široká kopa), die jeweils durch Scharten getrennt sind. Die Berggruppe erreicht eine Höhe von 2136 m n.m., in manchen Quellen wird die Höhe der einzelnen Gipfel mit 2154 m n.m., 2150 m n.m. und 2136 m n.m. angegeben.

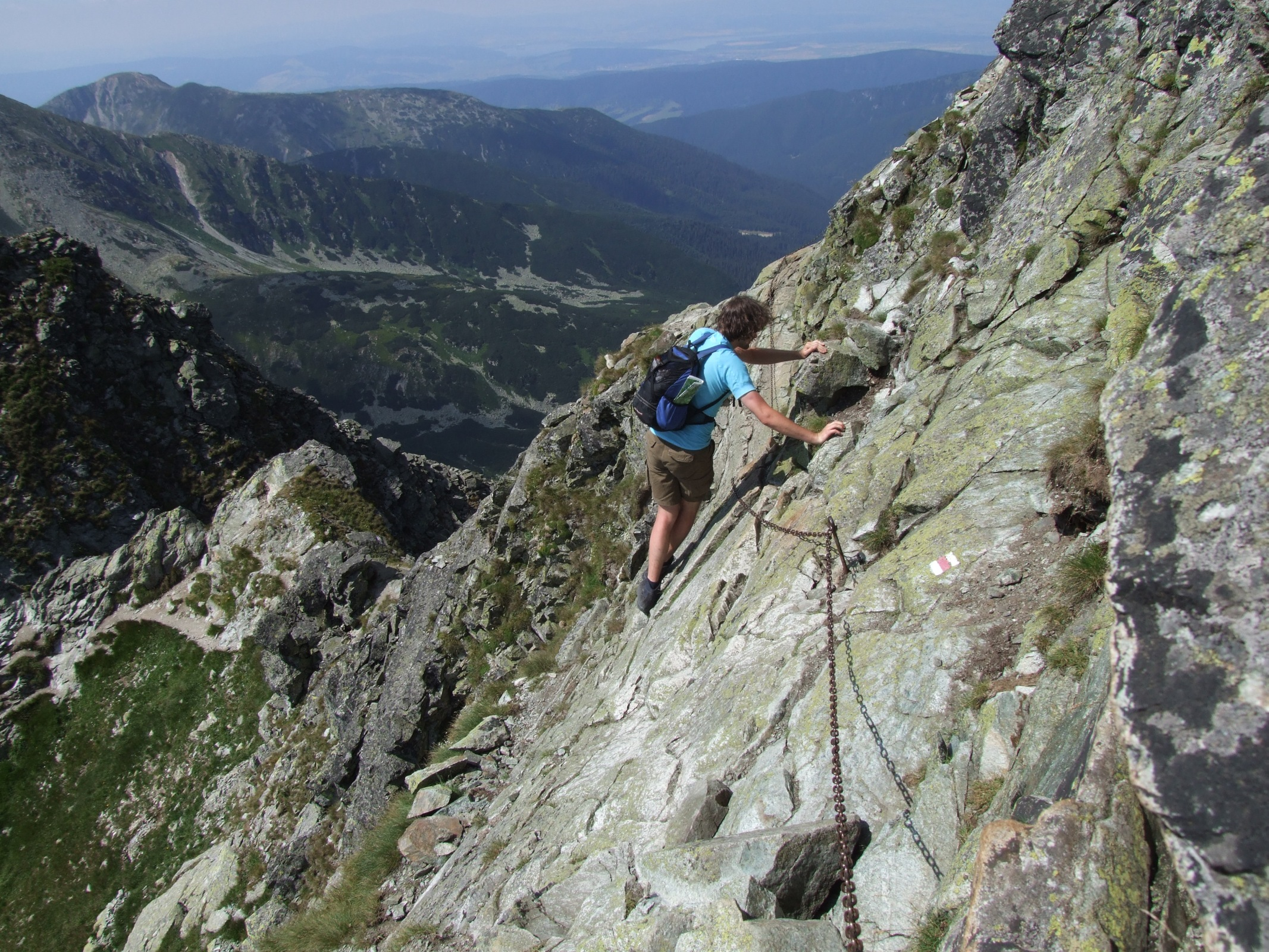
Durch Ketten gesicherter Teil des Wanderwegs durch die Tri kopy

Die Berggruppe ist durch einen rot markierten Wanderweg am Hauptkamm vom Sattel Smutné sedlo oder vom Berg Baníkov und Sattel Baníkovské sedlo zu erreichen. Dank dem dichten Wanderwegnetz in der Nähe ist eine Vielzahl von Anlaufwegen möglich. Der Weg ist in diesem Bereich exponiert und stellenweise durch Ketten gesichert, der Übergang erfordert Trittsicherheit und Schwindelfreiheit.